# إيفانو باليش
إيفانو باليش (بالكرواتية: Ivano Balić) مواليد 1 أبريل 1979 في سبليت، جمهورية يوغوسلافيا الاشتراكية الاتحادية، هو لاعب كرة يد كرواتي يلعب كوسط مدافع. مثل منتخب كرواتيا لكرة اليد. شارك في دورة الألعاب الأولمبية الصيفية.

## تمثيل المنتخب
مثل منتخب بلاده في البطولات التالية:
- بطولة أوروبا لكرة اليد للرجال 2012
- الألعاب الأولمبية الصيفية 2012

## الإنجازات
- الدوري الإسباني لكرة اليد
  - الفوز : الدوري الإسباني لكرة اليد 2004–05
- دوري أبطال أوروبا لكرة اليد
  - النهائي : دوري أبطال أوروبا لكرة اليد 2005–06
- أفضل لاعب في بطولة أوروبا لكرة اليد للرجال 2004
- فريق كل النجوم لبطولة أوروبا لكرة اليد للرجال 2004
- أفضل صانع ألعاب في بطولة أوروبا لكرة اليد للرجال 2004
- أفضل لاعب في بطولة العالم لكرة اليد للرجال 2005
- فريق كل النجوم لبطولة العالم لكرة اليد للرجال 2005
- أفضل وسط مدافع في الدوري الإسباني لكرة اليد 2004–05
- أفضل لاعب في بطولة أوروبا لكرة اليد للرجال 2006
- أفضل وسط مدافع في بطولة أوروبا لكرة اليد للرجال 2006
- فريق كل النجوم في بطولة أوروبا لكرة اليد للرجال 2006
- أفضل وسط مدافع في الدوري الإسباني لكرة اليد 2005–06
- أفضل لاعب في بطولة العالم لكرة اليد للرجال 2007
- أفضل وسط مدافع في الدوري الإسباني لكرة اليد 2006–07
- أفضل وسط مدافع في بطولة أوروبا لكرة اليد للرجال 2008
- هداف بطولة أوروبا لكرة اليد للرجال 2008 - 44 هدف

## روابط خارجية
- إيفانو باليش على موقع الاتحاد الأوروبي لكرة اليد (الإنجليزية)
- إيفانو باليش على موقع اللجنة الأولمبية الدولية (الإنجليزية)
- إيفانو باليش على موقع أوليمبيديا (الإنجليزية)
- إيفانو باليش على موقع اللجنة الأولمبية الكرواتية (مؤرشف) (الكرواتية)